# UK Open Qualifiers 2002/03
Die UK Open Qualifiers 2002/03 waren eine Reihe von Qualifikationsturnieren im Dartsport. Sie bestanden aus acht Qualifikationsrunden im Vorfeld der UK Open 2003. Die dortigen Ergebnisse wurden in einer eigenen Rangliste, der UK Open Order of Merit, festgehalten. Die Besten dieser Rangliste nach den acht Turnieren waren automatisch für die UK Open Ende Mai des Jahres 2003 qualifiziert.
Die UK Open Qualifiers waren ebenfalls Bestandteil der PDC Pro Tour 2002 und 2003.

## Bedeutung der Qualifikationsturniere
Bei jedem der acht Qualifiers erhielten die Spieler ihrem Ergebnis entsprechend Preisgelder, die in die UK Open-Rangliste einflossen. Zum Abschluss der acht Qualifiers ergab sich eine Rangliste aller Spieler, nach der die Teilnehmer und die Setzliste der finalen UK Open bestimmt wurden.

## Preisgeld
Das Preisgeld wurde wie folgt verteilt:
| Runde              | UK Open Qualifiers |
| ------------------ | ------------------ |
| Sieg               | £ 4.000            |
| Finale             | £ 2.000            |
| Halbfinale         | £ 800              |
| Viertelfinale      | £ 400              |
| Achtelfinale       | £ 100              |
| 3. Runde (Last 32) | £ 50               |
| Total              | £ 14.000           |

## Ergebnisse
| Nr. | Turnier                           | Datum             | Sieger         | Ergebnis | Finalist        |
| --- | --------------------------------- | ----------------- | -------------- | -------- | --------------- |
| 1   | UK Open Welsh Regional Final      | 20. Juli 2002     | Phil Taylor    | 2 : 0    | Roland Scholten |
| 2   | UK Open Scottish Regional Final   | 8. September 2002 | Peter Manley   | 2 : 1    | Roland Scholten |
| 3   | UK Open Irish Regional Final      | 20. Oktober 2002  | Phil Taylor    | 2 : 1    | Wayne Mardle    |
| 4   | UK Open Southern Regional Final   | 1. Dezember 2002  | Andy Jenkins   | 2 : 1    | Colin Lloyd     |
| 5   | UK Open North East Regional Final | 12. Januar 2003   | Peter Manley   | 2 : 0    | Wayne Jones     |
| 6   | UK Open South West Regional Final | 15. Februar 2003  | John Part      | 2 : 0    | Mark Dudbridge  |
| 7   | UK Open North West Regional Final | 23. März 2003     | Mark Dudbridge | 2 : 0    | Bob Anderson    |
| 8   | UK Open Midlands Regional Final   | 13. April 2003    | Peter Manley   | 2 : 0    | Roland Scholten |